# Julija Nikolajewna Fomenko

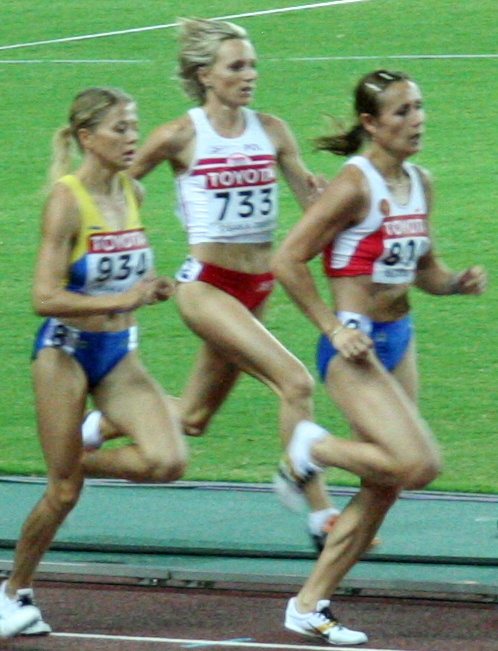
Julija Fomenko (rechts) bei den Weltmeisterschaften 2007

Julija Nikolajewna Fomenko (russisch Юлия Николаевна Фоменко, englische Transkription Yuliya Fomenko, geborene Чиженко Tschischenko / Chizhenko; * 30. August 1979 in Archangelsk) ist eine russische Mittelstreckenläuferin.
Bei den Weltmeisterschaften 2005 in Helsinki scheiterte sie über 1500 Meter im Vorlauf. Im Jahr darauf gewann sie bei den Hallenweltmeisterschaften 2006 über dieselbe Distanz den Titel in 4:04,70 min und wurde bei den Europameisterschaften 2006 Zweite in 3:57,61 min.

## Dopingaffäre
Bei den Weltmeisterschaften 2007 in Osaka belegte sie den siebten Platz, und bei den Hallenweltmeisterschaften 2008 in Lissabon gewann sie in 3:59,41 min Silber hinter ihrer (später ebenfalls disqualifizierten) Landsfrau Jelena Sobolewa, die in Weltrekordzeit einlief.
Eine Woche vor Beginn der Olympischen Spiele 2008 in Peking wurde sie wegen Verstoßes gegen die Anti-Doping-Richtlinien vorläufig von der IAAF gesperrt. Ihr, Sobolewa und fünf weiteren russischen Athletinnen wurde aufgrund von DNA-Analysen nachgewiesen, bei Dopingtests in betrügerischer Absicht Urin anderer Personen abgeliefert zu haben. Die manipulierten Proben stammten aus dem Frühjahr 2007. Daraufhin wurden alle Ergebnisse seit dem 27. April 2007 annulliert, wodurch ihr die Platzierung bei den Weltmeisterschaften 2007 und die Medaille von den Hallenweltmeisterschaften 2008 aberkannt wurden. 2008 gab der russische Verband bekannt, dass der Beginn der fälligen zweijährigen Sperre auf den April 2007 festgelegt würde, womit Fomenko bei den Weltmeisterschaften 2009 hätte starten können. Die IAAF klagte dagegen vor dem Internationalen Sportgerichtshof und bekam im Juli 2009 recht, so dass die nun auf zwei Jahre und neun Monate festgelegte Sperre verhängte Sperre vom Juli 2008 bis zum April 2011 gilt.

## Bestzeiten
- 800 m: 1:57,07 min, 14. Juni 2006, Tula
  - Halle: 2:02,40 min, 28. Januar 2006, Glasgow
- 1000 m: 2:33,49 min, 22. August 2006, Linz
  - Halle: 2:32,16 min, 25. Januar 2006, Moskau
- 1500 m: 3:55,68 min, 8. Juli 2006, Saint-Denis
  - Halle: 4:01,26 min, 18. Februar 2006, Moskau
- 3000 m: 8:59,67 min, 16. September 2006, Athen
  - Halle: 8:53,80 min, 10. Februar 2005, Wolgograd